# Modest Huys
Modest Huys (Olsene, 25 oktober 1874 - Zulte, 30 januari 1932) was een Vlaams impressionistisch-luministisch kunstschilder.

## Levensloop

### Jeugd en opleiding

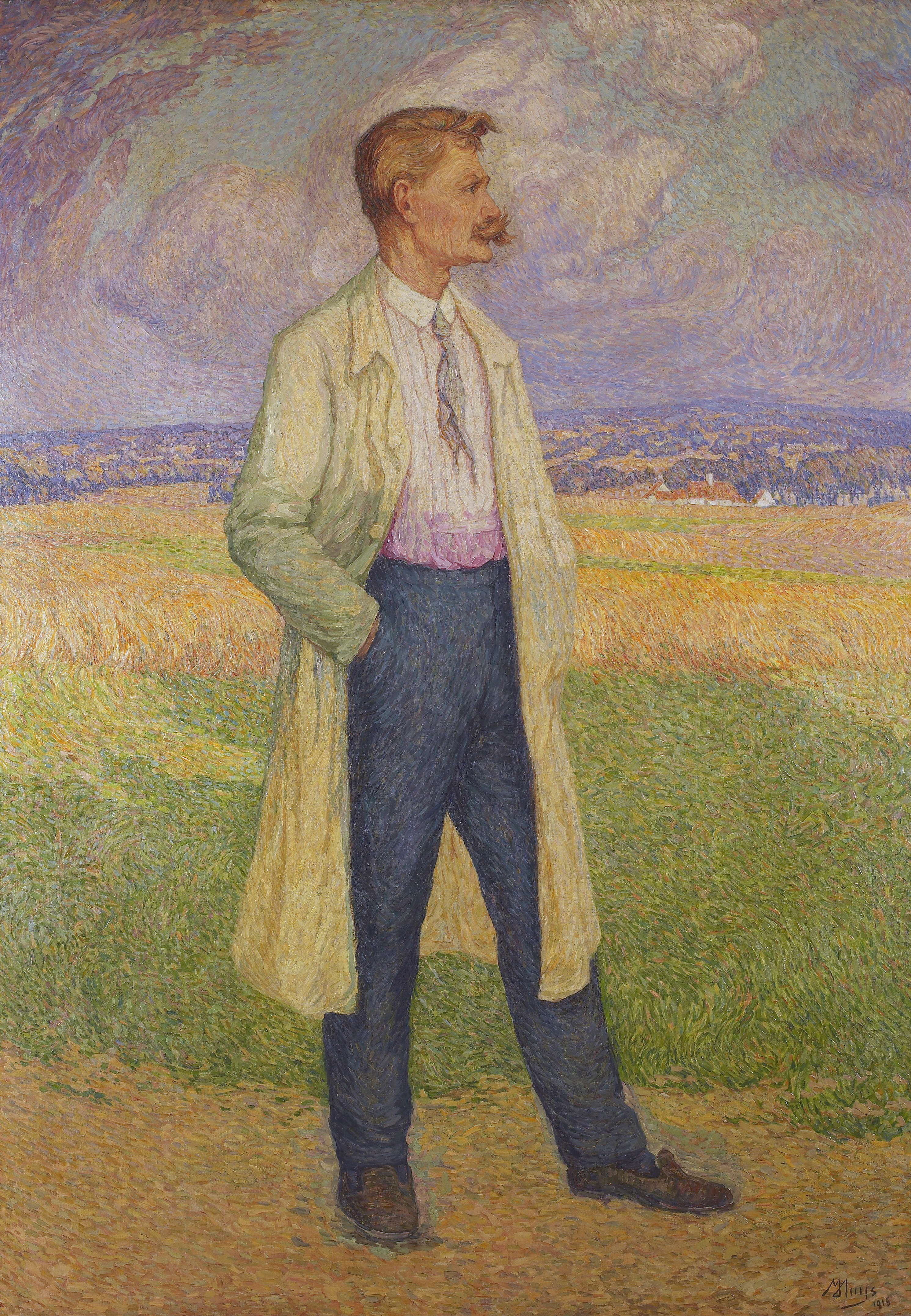
Stijn Streuvels (door Modest Huys, 1915)

Al op jonge leeftijd werkte Modest Huys in het schilders- en decoratiebedrijf van zijn vader en volgde om die reden lessen aan de Gentse Nijverheidschool. Rond 1891-92 kwam hij in contact met Emile Claus en dat scherpte zijn zin om zelf ook professioneel kunstschilder te worden.
In oktober 1900 trok hij naar de Antwerpse Academie voor Schone kunsten, op aanraden van Claus die daar zelf ook gestudeerd had. Huys had er Eugène Joors en Frans Van Leemputten als professoren. Rond dezelfde tijd sloot hij vriendschap met de auteurs Stijn Streuvels; later ook met Hugo Verriest. Huys maakte echter zijn academieopleiding niet af.
Hoewel Modest Huys in feite geen leerling was van Claus, wordt hij toch tot diens omgeving gerekend en dan ook in verband gebracht met de kunst van Sint-Martens-Latem.

### Eigenlijke carrière

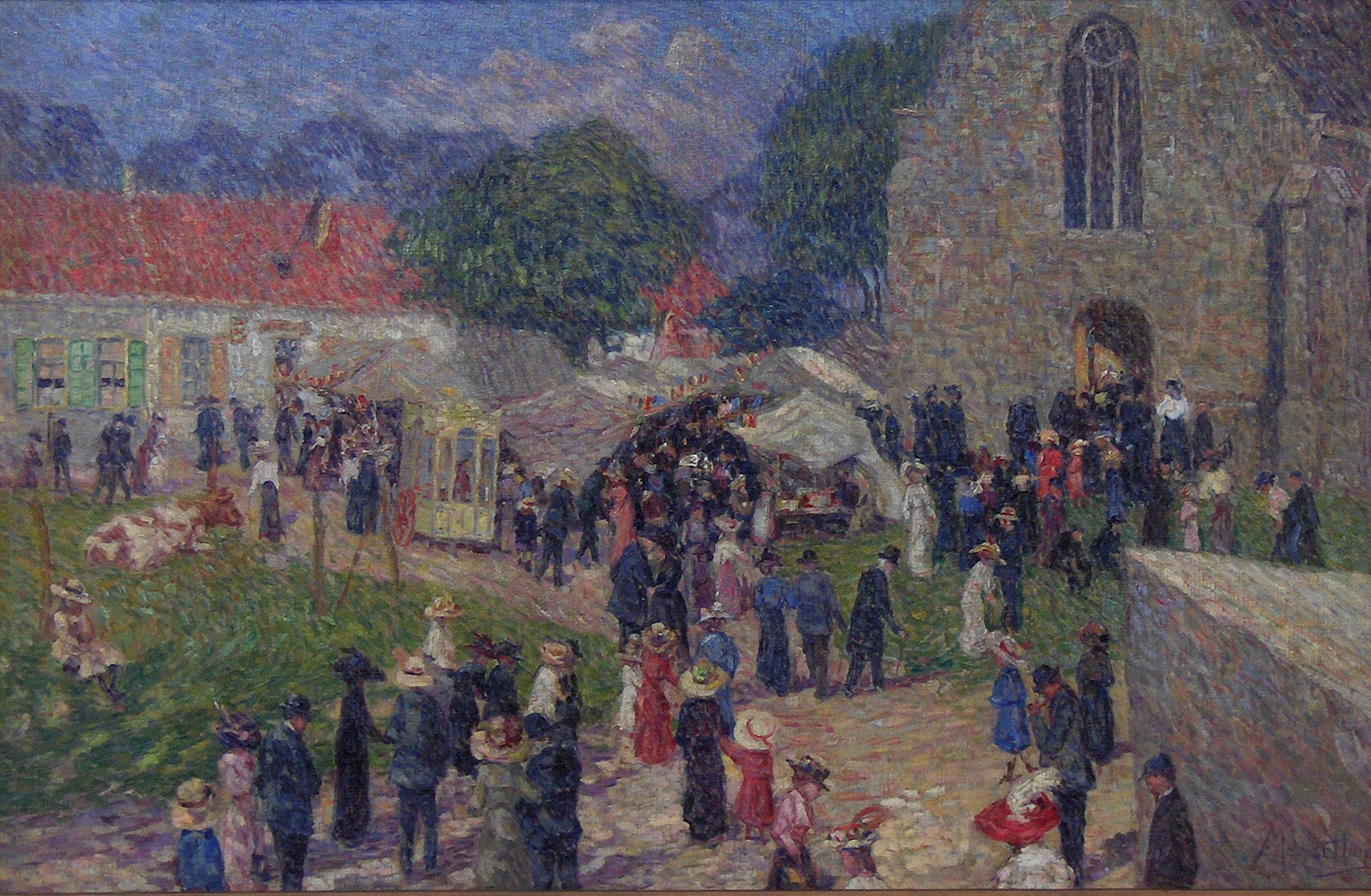
Kermis te Kerselaere (ca. 1912)

In 1902 debuteerde hij als exposant bij de Kortrijkse Sint-Lucasgilde. Ook in de tentoonstellingen van de Gentse Kunst- en Letterkring en in de driejaarlijkse Salons was hij voortaan aanwezig. In die tijd verblijft hij regelmatig in het Meetjesland en schildert er heel wat landschappen.
Vanaf 1905 exposeert hij ook in de tentoonstellingen van de kunstkring Vie et Lumière, in het gezelschap van Georges Buysse, Emile Claus, Anna De Weert, James Ensor, Jenny Montigny en anderen. Rond deze tijd raakt hij bevriend met Leon De Smet, Gustaaf De Smet en Emmanuel Viérin. Hij werd ook lid van t Zal wel Gaan' in Antwerpen en van de kring 'L'Elan' waarmee hij deelnam aan hun tentoonstelling van 1911.
Na een ziekte en lang herstel zette hij thuis de schilderszaak van zijn vader verder.
Na zijn huwelijk met Hélène Sonck verhuisde hij in 1909 naar Waregem, waar hij zijn intrek nam in het “Rozenhuis”. Rond deze tijd maakte hij kennis met Jules Boulez, René De Clercq en Albert Saverys.

### De Eerste Wereldoorlog

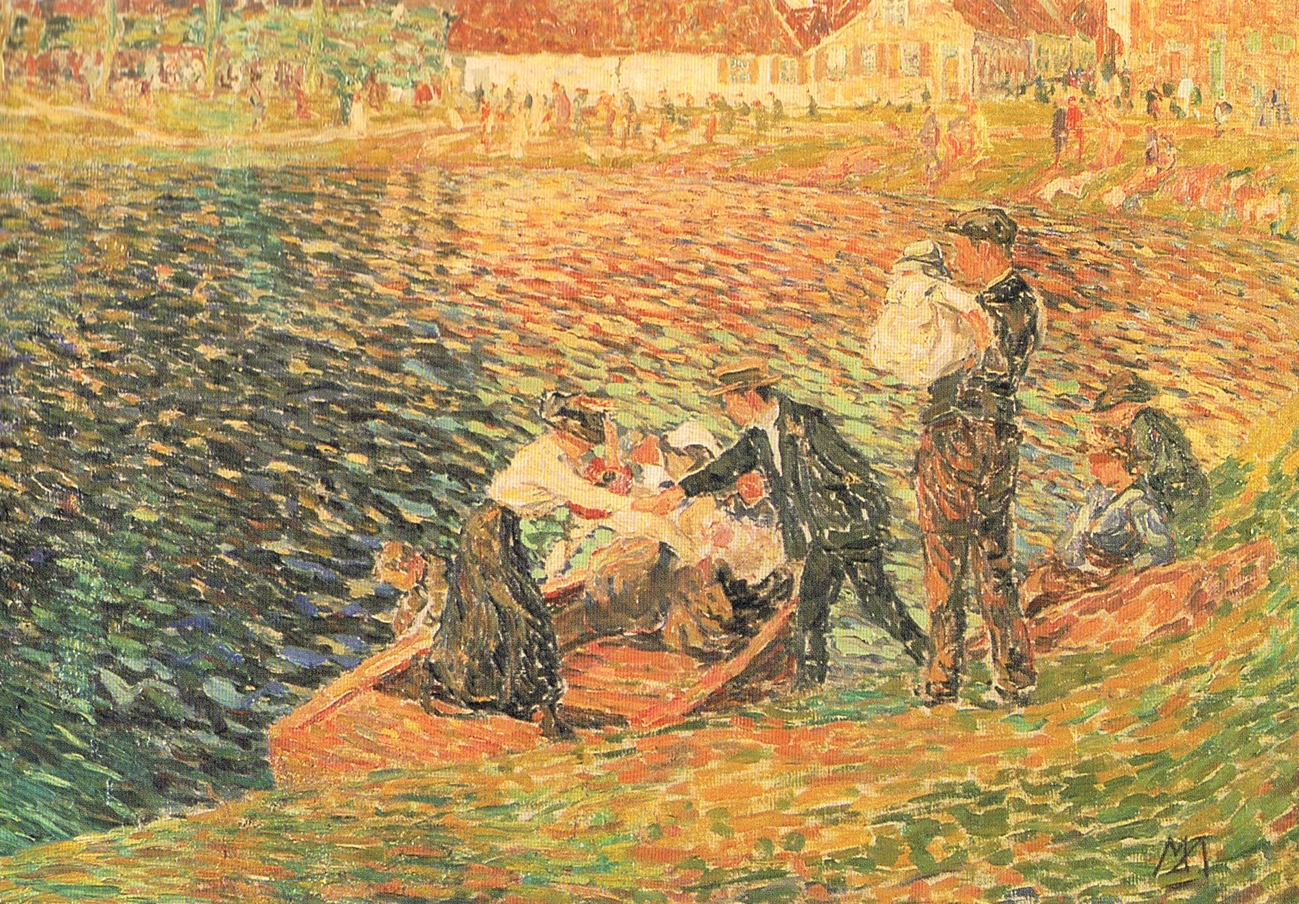
De overtocht

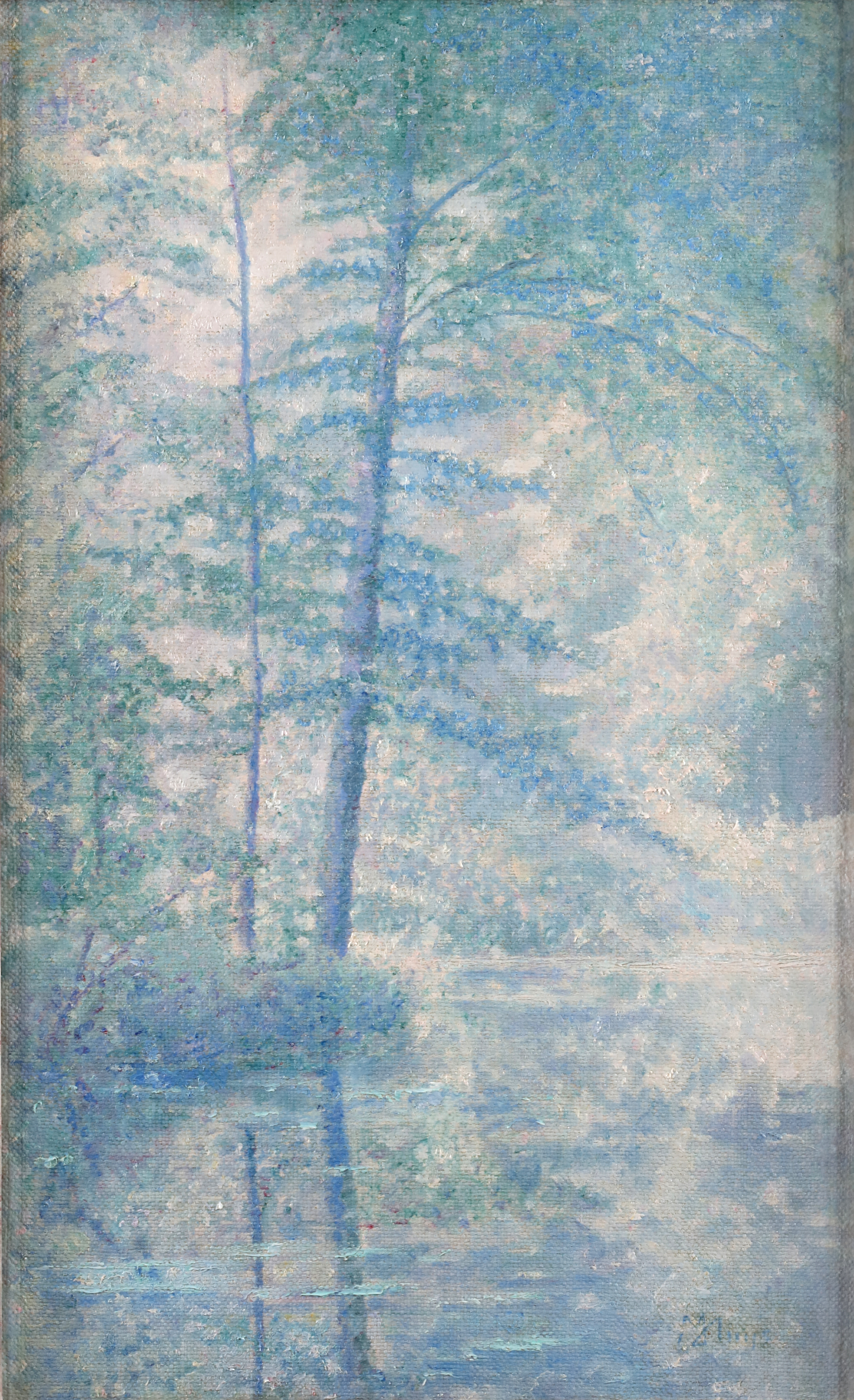
Het bos

Bij het uitbreken van de Eerste Wereldoorlog vluchtte Huys naar Nederland, maar hij keerde reeds in 1915 terug en verbleef achtereenvolgens in Sint-Baafs-Vijve en Olsene, waar zijn atelier in 1918 vernield werd. Toen hij dakloos werd mocht hij zijn intrek nemen in het boswachtershuisje van het “Toeppark” (Toppark) van de familie Hoebeke, eigenaars van Top Bronnen, in Brakel.
Na de wapenstilstand schilderde hij een reeks puingezichten in de verwoeste frontstreek. In juli 1919 vestigt hij zich te Wakken.

### Interbellum
In het interbellum is hij ook in het buitenland succesvol, onder meer door zijn inzendingen voor het Parijse Salon des Artistes Français en de jaarlijkse tentoonstellingen van het Carnegie Institute te Pittsburgh. In eigen land organiseert hij zelf enkele individuele tentoonstellingen.in Kortrijk, Gent, Brugge, Blankenberge, Antwerpen en De Panne. Tijdens die periode blijkt duidelijk dat zijn stijl zich al ver heeft verwijderd van de invloed van Emile Claus. Hij accentueerde meer en meer de kantlijnen terwijl de achtergrond onscherp werd voorgesteld. De kleuren, die hij vroeger zo zacht had weergegeven, werden nu eens donkerder, zoals in het expressionistische werken van Constant Permeke, dan weer stralend te midden van harde contrasten op doek gezet.
Eind 1926 betrok hij zijn definitieve woonhuis-met-atelier, het 'Zonnehuys' aan de Leie in Zulte.

## Oeuvre
Huys was een impressionistisch-luministisch schilder van figuren, portretten, landschappen, het landelijk leven en volkse taferelen in de Leiestreek, vooral de streek van Olsene en Gottem : oogsttaferelen, de vlaskweek, de kermis, processies en bedevaarten. Hij maakte portretten van onder andere Stijn Streuvels, Hugo Verriest en René de Clercq.
Hij werd in zijn beginjaren sterk beïnvloed door Emile Claus maar verviel nooit in epigonisme. In de vooroorlogse jaren profileert hij zich dus als een vooraanstaand vertegenwoordiger van het luminisme. Zijn stijl kende later nog een evolutie maar Huys bleef ver weg van de expressionistische vormentaal die toen opgang maakte.
De gezaghebbende criticus Octave Maus, was een groot verdediger van zijn werk. Werk van Modest Huys werd tentoongesteld tijdens een groepstentoonstelling in Ronse in juni 1947.
Zijn werken behalen hoge prijzen op veilingen. Zijn schilderij "Waterratten" uit 1921 werd in juni 2003 geveild op € 104.460 in het veilinghuis Bernaerts, Antwerpen.

## Musea
- Antwerpen
- Brugge
- Brussel
- Deinze: Museum van Deinze en de Leiestreek
- Essen
- München
- New Orleans
- New York
- Londen
- Parijs
- Pittsburgh
- Zürich

## Trivia
- Huys schilderde ook fresco’s in herbergen in zijn streek.
- Straatnaam: er werd in 1999 een plein in Olsene naar hem genoemd ter gelegenheid van zijn 125ste geboorteverjaardag.
- Diverse tekeningen en schilderijen dienden als illustraties in het boek: René Declercq, Het Rootland, Leuven (Davidsfonds), 1912.
- Zijn neef Jozef Huys was eveneens een kunstschilder.

- Digitale Bibliotheek voor de Nederlandse Letteren: huys075
- International Standard Name Identifier: 0000 0001 1587 5617
- Library of Congress Control Number: nr00009102
- Nederlandse Thesaurus van Auteursnamen: 079291163
- RKD-Nederlands Instituut voor Kunstgeschiedenis: 40819
- Union List of Artist Names: 500147446
- Virtual International Authority File: 4767790
- WorldCat: E39PBJmXJv8CtHVJh7FWtx9xDq